# دریاچه کنستانس (فیلم)
دریاچه کنستانس (لهستانی: Jezioro Bodeńskie) یک فیلم درام به کارگردانی یانوش زائورسکی است که در سال ۱۹۸۶ منتشر شد. این فیلم برندهٔ پلنگ طلایی جشنواره لوکارنو شد.

## گزیدهٔ بازیگران
- کشیشتف پیه‌چینسکی
- ماوگوژاتا پیچینسکا
- یوانا اشتپکوفسکا
- ماریا پاکولنیس
- گوستاف هولوبک
- آندژی شچپکوفسکی
- هنریک بوروفسکی
- کشیشتف زالسکی
- کشیشتف کوالفسکی
- یان کوچینیاک
- آدام فرنتسی
- گژگوش ونس
- مارچین ترونسکی
- هلنا کوالچیکووا
- کالینا یندروشیک
- آنا مایخر
- آندژی شنایخ
- کشیشتف گُشتیوا
- یانوش بوکوفسکی
- وویچیخ ویسوتسکی
- یاتسک دوماینسکی
- پاوئو نوویش